# 비터스윗러브 시즌1 - 봄의 거짓말
《비터스윗러브 시즌1 - 봄의 거짓말》은 2017년에 네이버TV, 유튜브에서 방송된 웹드라마다.